# Aedes campana
Aedes campana är en tvåvingeart som beskrevs av Schick 1970. Aedes campana ingår i släktet Aedes och familjen stickmyggor.
Artens utbredningsområde är Panama. Inga underarter finns listade i Catalogue of Life.